# Namadytes prozeskyi
Namadytes prozeskyi är en tvåvingeart som beskrevs av Hesse 1969. Namadytes prozeskyi ingår i släktet Namadytes och familjen Mydidae.
Artens utbredningsområde är Namibia. Inga underarter finns listade i Catalogue of Life.